# Canchungo
Canchungo är en ort i Guinea-Bissau. Den ligger i regionen Cacheu, i den västra delen av landet, 50 km väster om huvudstaden Bissau. Folkmängden uppgår till cirka 12 000 invånare.